# Manet (motocykl)

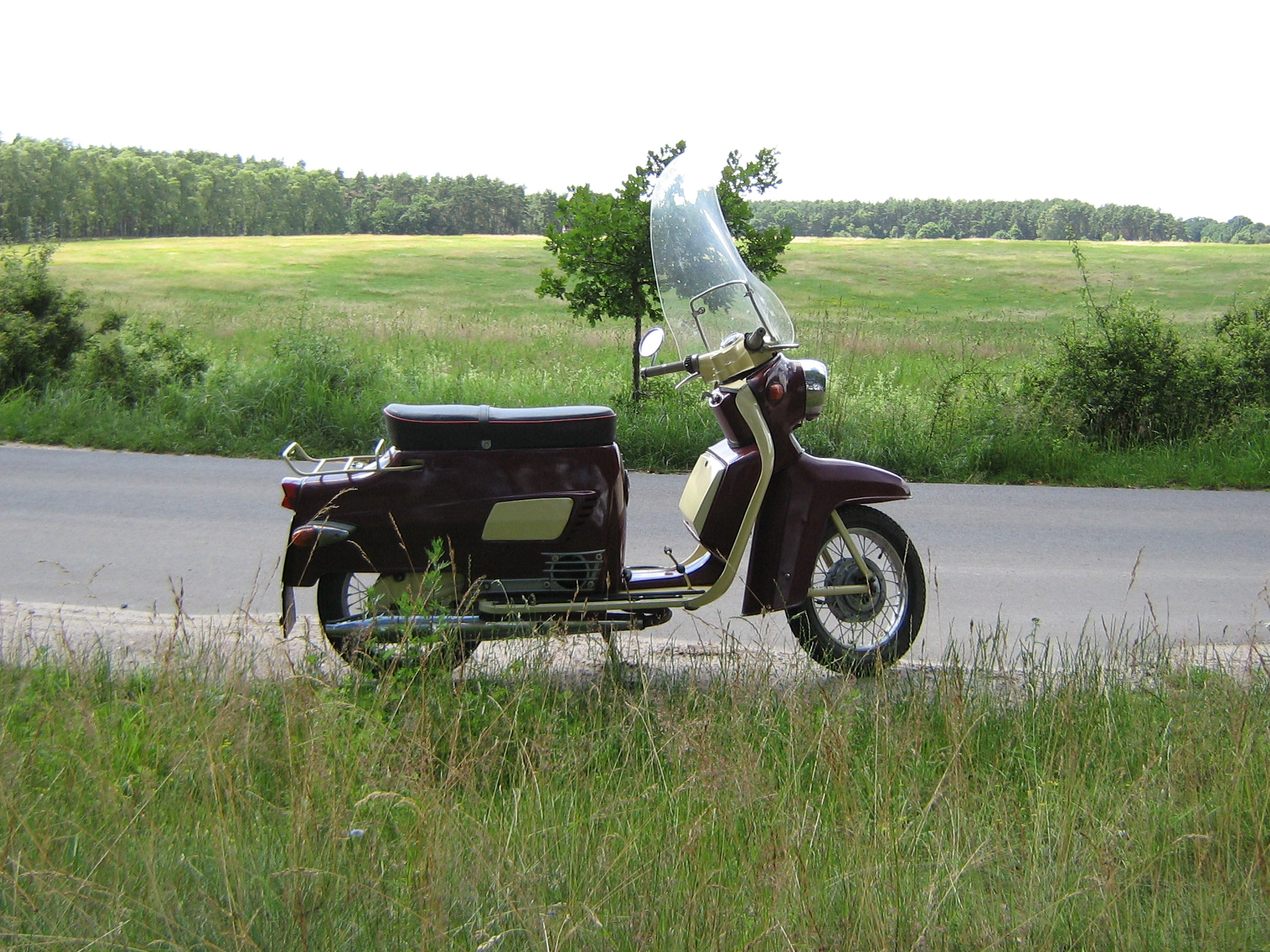
Manet (Tatran) S 125 Typ 03 / A

Manet je značka jednostopých motocyklů, mopedů a skútrů, vyráběných v Považských strojírnách v Československu mezi lety 1947 - 1970 a na Slovensku v letech 1993 - 2006.

## Historie
Koncepce prvních motocyklů Manet vznikla na podnět konstruktérů Ing. Josefa Ullmana, Žnivy a Zdeno Nagyho. Projektant Zdeno Nagy popsal začátek motocyklů Manet takto: „Ullman zohnal starý rám z Ogara, ja som zohnal starý dvojpiestový motor PUCH , to boli pomôcky pri vzniku prvého Maneta“.
Název Manet je odvozen od blízkého vrchu Manín, který je na dohled od výrobních závodů. Vedení podniku povolilo vytvořit konstrukční tým pod Ullmanovým vedením pro zpracování dokumentace pro přípravu výroby, až když projekt začal nabývat reálnou podobu. Na projektu spolupracovali i konstruktéři Sedlák, Sklenář a Lota.
Jako první vznikl koncept motocyklu Manet M-90. Později na základě požadavek trhu vznikl jiný kapotovaný motocykl Manet S-100.  
Motocykly Manet a Tatran se vyvážely prakticky do celého světa, zejména do NDR, Maďarska, Bulharska, Rumunska, ale i severských států či Anglie a Kanady.
Mopedy Manet byli žádané v Nizozemsku, Německu , Francii , Skandinávii a USA. 
Motocyky Manet, později Tatran, ze sportovního oddělení Považských strojíren, byli úspěšné na silnici i v terénu v kategoriích do 50, 75, 100 a 125 cm³. (2. místo ME 1974,...)

## Manet M-90

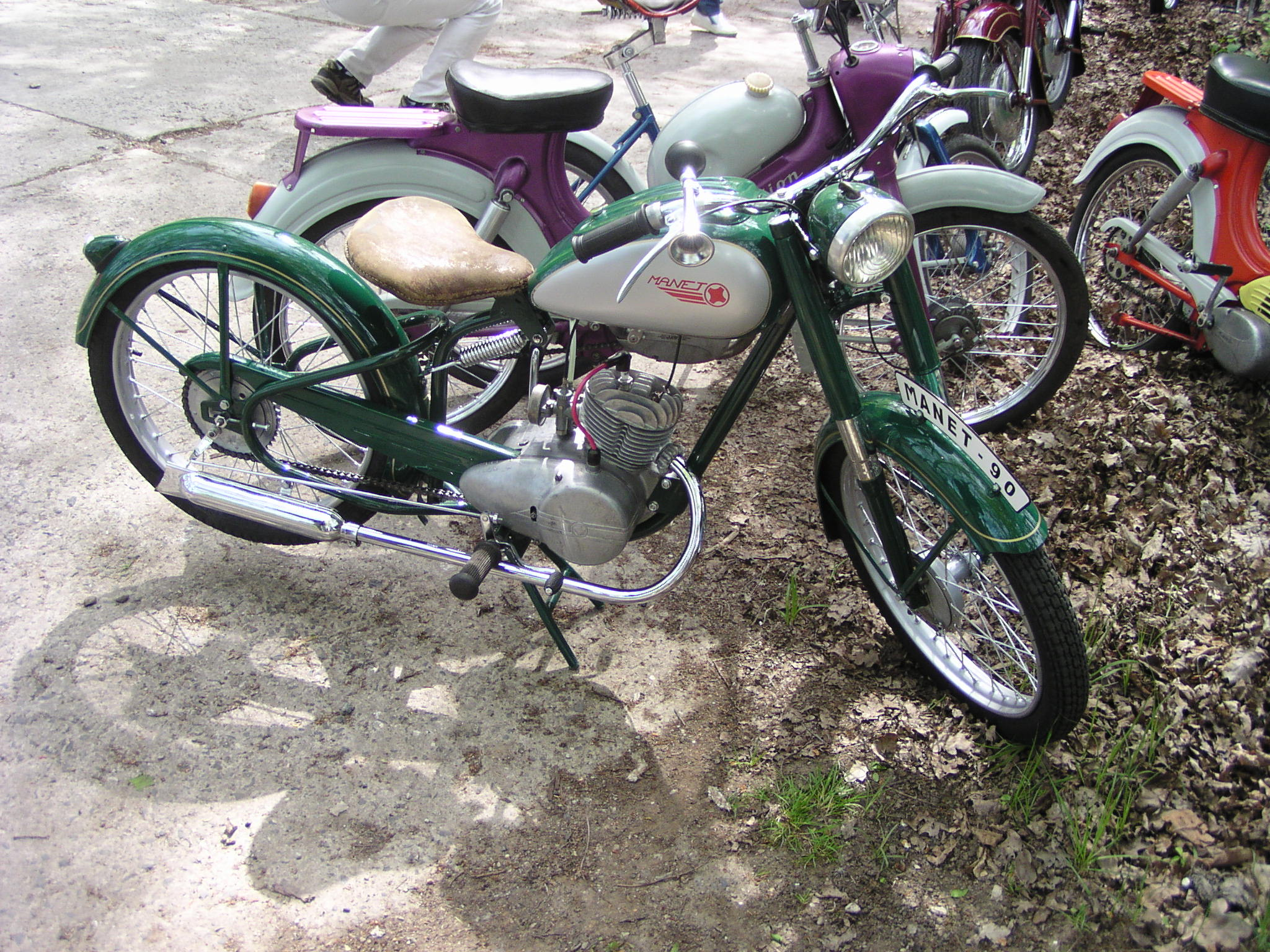
Manet M 90

Výroba začala v roce 1947. Charakteristickým konstrukčním prvkem byl uzel rámu pod sedlem. Konstruktéři použili při návrhu to nejlepší z té doby: teleskopickou přední vidlici, čisté uložení sedla, decentně umístěný akumulátor, výkonný motor s nízkou spotřebou a vahou. Nakonec bylo vyrobeno celkem 37 630 kusů. Ke konci produkce se údajně vyráběly i se zadním pérováním a sedadlem spolujezdce,[zdroj?] avšak dosud se tento model nepodařilo objevit. Výrobu motocyklu kolem roku 1951 ukončil korejský konflikt a Považské strojírny se vrátily ke zbrojní výrobě.

### Základní technické parametry
Jednoválcový dvoudobý motor s objemem 90 cm³ a třírychlostní převodovkou. Výkon motoru 2,6 kW (3,5 HP), maximální rychlost 65 km/h. Přední kolo je odpružené pomocí teleskopické vidlice se zdvihem 90 mm, zadní kolo je pevně připevněno k trubkovému rámu. Výroba byla ukončena v roce 1951.

## Manet S100

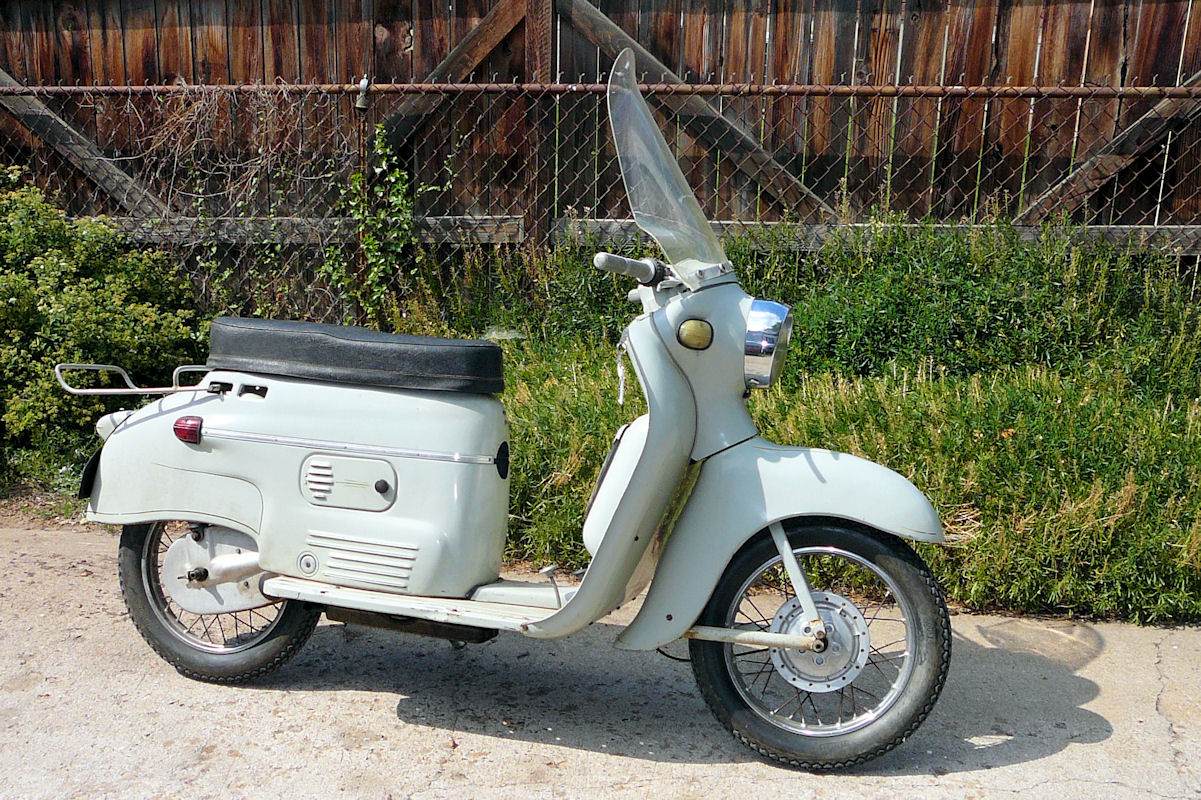
Manet 100 (1960)

Manet S 100 byl poprvé představen v roce 1958. Ve srovnání s typem M-90 to byl kompletně nový motocykl. Nejviditelnější změnou byla plná kapotáž, čelní ochranné plexisklo, směrovky a prodloužené sedlo pro dvě osoby. Velkým pokrokem byl dynamospouštěč, tedy elektrický startér a dynamo v jednom. Jako startér měl výkon 300 W, při chodu motoru měl jako dynamo výkon 60 W. Na tu dobu to tato maloobjemová kategorie motocyklů neměla téměř nikde na světě. O napájení startéru se staraly dvě 6V olověné akumulátorové baterie s kapacitou 12 ampérhodin.
Objem nuceně chlazeného motoru se zvedl na 100 cm³ a jeho výkon 3,7 kW (5 HP) byl přenášen prostřednictvím čtyřstupňové převodovky. Odpružená vidlice předního kola měla zdvih 120 mm a zadní kolo bylo upevněno na kyvnou vidlici s pružinovým tlumením se zdvihem 90 mm. Tento typ se vyráběl až do roku 1964. Celkem bylo vyrobeno 51 244 kusů.

## Manet UR-50 (prototyp)
Plánovala se i výroba motocyklů a skútrů v objemových třídách 50, 75, 125 a 175 cm³. Po vyrobení funkčních prototypů bylo zjištěno mnoho nedostatků a překážek, například celková hmotnost objemových koncepcí 50 a 75 cm³ se vyšplhala nad 100 kg oproti plánovaným 56–63 kg. V letech 1963-1965 se podařilo vyvinout mini skútr Manet UR-50, který konstrukčně vycházel ze skútru Manet S 125. I když se jednalo o poměrně zdařilý a slibný prototyp drobného skútru, do sériové výroby se nedostal. Některé jeho komponenty jako rychloměr, zadní světlo či přední reflektor byly použity na jiných motocyklech.

## Manet / Tatran S 125
Po úspěchu koncepce Maneta S 100 žádali zákazníci zvětšit výkon, zejména pro jízdu v trochu náročnějších terénech. Problémem však byla dohoda, která Povážským strojírnám neumožňovala vyrábět motocykly s objemem motoru větším než 100 cm³. Nakonec se podařilo vyjednat výjimku a mohlo se začít s vývojem 125. Výrobce v první fázi zvětšil zdvihový objem na 123,15 cm³ tím, že vrtání  válce zvětšil z 50 mm na 56 mm. Výkon motoru se zvýšil na 5,5 kW (7 HP) při 5300 ot/min., bylo použito nucené chlazení. Maximální rychlost stoupla na 85 km/h.
Vzhled skútru se nezměnil, ale na vzhledově identickém motocyklu (Manet 100) se objevil nápis Manet S 125. Po menší změně krytování přibyl i nápis Tatran 125. V celém průběhu výroby 125 se objevilo několik vývojových verzí, všechny byly ale ve výrobě souhrnně označované jako Tatran S 125. Celkem bylo vyrobeno 95 207 kusů.
- Manet S 125 Typ 03

Tento typ byl vyráběn pouze na krátkou dobu v roce 1964. Kapotování je podobné z Maneta S 100, výfuk se přemístil na pravou stranu.
- Typ 03 – A (Tatran)

Výroba modelu Tatran S 125 začala prakticky ve stejnou dobu jako u Maneta S 125. Viditelnou změnou byly hranatější tvary předního blatníku a zadního krytu. Kromě toho se vylepšil světlomet, zadní směrovky a zadní světlo. Výroba byla ukončena v roce 1969, když Považské strojírny přešly od skútrů na výrobu maloobjemových mopedů (do 50 cm³, populární Babetty).

## Přehled typů
- Manet M-90
- Manet S-100
  - Typ 01 (1958)
  - Typ 01 / A (1962)
  - Typ 01 / B (1963)
- Manet S-125
  - Typ 02
  - Typ 03 (1964) 59
- Tatran S-125
  - Typ 03 (1964)
  - Typ 03 / A (1966)
  - Typ 03 / B
- Manet Korado
  - Typ Economic (moped)
  - Typ Dynamic (moped)
  - Typ Dynamic (mokick)
  - Typ Moderna (TX-1)